# منير جعيدان
منير جعيدان ولد في سوسة، هو سياسي تونسي.

## السيرة الذاتية

### الدراسات
تحصل منير جعيدان على ليسانس في القانون من كلية الحقوق والعلوم السياسية بتونس، بينما تحصل على شهادة أخرى من المدرسة الوطنية للإدارة بتونس.

### المسار السياسي
عين في 14 يناير 2004 في منصب وزير المالية في حكومة محمد الغنوشي الأولى، ولكنه لم يبقى في هذا المنصب سوى شهرين، وذلك حتى 24 مارس من نفس السنة، حيث عين قبل ذلك بيومين في 22 مارس في منصب الكاتب العام للحكومة التونسية والمكلف بالعلاقة مع مجلس النواب ومجلس المستشارين، وبقي فيه حتى 25 يناير 2007.

### التتبعات القضائية
بعد الثورة التونسية، أصدر قاضي التحقيق بالمحكمة الابتدائية بتونس بطاقة تحجير سفر في حق منير جعيدان وذلك في إطار قضية فساد مالي واستغلال شبه موظف.